# Sonate pour piano de Dutilleux
Pour les articles homonymes, voir Sonate pour piano (homonymie).
La Sonate pour piano est l'unique sonate pour clavier d'Henri Dutilleux. Composée entre 1946 et 1948, elle est créée en 1948 par Geneviève Joy la dédicataire et épouse du compositeur.

## Structure
1. Allegro con moto
2. Lied
3. Choral et Variations

## Analyse
Première œuvre publiée du compositeur, la Sonate pour piano « reflète encore une période de recherche et, somme toute, de transition ».